# Vivo per il mio amore
Vivo per il mio amore (That Certain Woman) è un film del 1937 scritto e diretto da Edmund Goulding.
È il remake di un film diretto sempre da Goulding nel 1929, L'intrusa (The Trespasser), il primo film sonoro di Gloria Swanson.

## Trama
La giovane vedova di un gangster ucciso nella nota Strage di San Valentino si innamora di un bravo ragazzo e lo sposa, ma il padre ne annulla il matrimonio.

## Produzione
Il film fu prodotto dalla First National Pictures e dalla Warner Bros. Pictures Inc. Le riprese iniziarono nei primi giorni dell'aprile 1937.

## Distribuzione
Il copyright del film, richiesto dalla Warner Bros. Pictures, Inc., fu registrato il 26 luglio 1937 con il numero LP7398.
Distribuito dalla Warner Bros. Pictures, il film uscì nelle sale degli Stati Uniti il 18 settembre 1937, dopo essere stato presentato in prima a New York il 15 settembre con il titolo originale That Certain Woman. In Danimarca, dove prese il titolo Hendes fortid, fu distribuito il 25 novembre 1939. Il 16 ottobre 1941, uscì in Portogallo come Cinzas do Passado; il 5 settembre 1945, in Francia come Une certaine femme.